# Pylartes
Pylartes és un gènere d'arnes de la família Crambidae descrit per Francis Walker el 1863.

## Taxonomia
- Pylartes subcostalis Walker, 1863
- Pylartes totuanalis (Schaus, 1927)